# Live (album Totentanz)
Live – dwupłytowe wydawnictwo tarnowskiego zespołu Totentanz zawierające DVD i CD-Audio, na których znalazł się zapis koncertu z Tarnowską Orkiestrą Kameralną, który to odbył się 5 czerwca 2009 roku na tarnowskim rynku. Aranżacji utworów dokonał Bartłomiej Szułakiewicz.

## Lista utworów
Listy utworów na płycie DVD i CD-Audio są identyczne. Podane czasy trwania utworów odnoszą się do wersji audio.
1. „Paranoja” – 4:26
2. „Marionetka” – 4:23
3. „Przeżyjemy zło” – 4:54
4. „Całkiem sam” – 6:23
5. „Oceany gwiazd” – 3:52
6. „Światło dnia” – 5:21
7. „Odkłamanie” – 3:43
8. „Poza wszystkim” – 5:13
9. „Nikt” – 3:14
10. „Nie zostało nic” – 5:36
11. „Na koniec świata” – 4:06
12. „Zimny dom” – 6:11
13. „Daję mniej” – 3:48
14. „Zagubieni” – 6:17
15. „Eutanazja” – 4:19
16. „Zawołać” – 7:43

## Skład
Podczas koncertu wystąpił zespół Totentanz w składzie:
- Rafał Huszno – gitara, wokal
- Erik Bobella – gitara basowa
- Adrian Bogacz – gitara
- Sebastian Mnich – perkusja

Gościnnie wystąpił:
- Piotr „Quentin” Wojtanowski – gitara akustyczna i elektryczna

Tarnowska Orkiestra Kameralna zagrała w składzie:
- I skrzypce: Jan Kołodziejczyk, Justyna Pawłowska, Monika Niedzielko, Angelina Kierońska, Marta Jarocka
- II skrzypce: Anna Nachman, Karolina Sajdak, Dorota Oleszkowicz, Monika Dziurawiec
- Altówki: Monika Siwek, Katarzyna Bednarenko, Karolina Drwięga
- Wiolonczele: Anna Podkościelna-Cyz, Joanna Stasiak, Bogdan Kołodziejczyk, Katarzyna Chrobak
- Kontrabas: Jakub Dworak
- Głosy: Katarzyna Olszewska-Balmas, Monika Stec, Sławomir Ramian
- Klawisze: Kajetan Borowski
- Dyrygent: Bartłomiej Szułakiewicz

## Ekipa techniczna
- Realizacja nagrań: Jacek Mastykarz
- Mix: Piotr „Quentin” Wojtanowski
- Master: Leszek Łuszcz
- Realizacja obrazu: Mania Studio
- Operatorzy: Arkadiusz Żyłka, Mateusz Winkiel, Jakub Burakiewicz, Bartosz Nowak, Mikołaj Syguła, Łukasz Łazarczyk
- Montaż: Michał Berensztajn

## Prapremiera
Prapremierowy pokaz płyty DVD miał miejsce 3 grudnia 2009 w piwnicach Tarnowskiego Centrum Kultury.